# Ingra Lyberato
Ingra de Souza Liberato, née le 21 septembre 1966 à Salvador, est une actrice brésilienne.

## Biographie
Ingra a fait ses débuts au cinéma à l'âge de 7 ans, jouant le rôle d'une sirène dans le court métrage Ementário (1973), réalisé par son père Chico Liberato et le scénario de sa mère Alba Liberato.
Elle a été mariée pendant cinq ans avec le réalisateur Jayme Monjardim et onze ans avec le musicien Duca Leindecker, du groupe Cidadão Quem et Pouca Vogal, avec lequel elle a eu un fils, Guilherme (2003).
En 2016, elle commence à créer et à scénariser des séries documentaires et écrit son premier livre, O Medo do Sucesso, édité par L & PM, où elle expose la carrière artistique correcte et trompeuse.

## Distinctions
En 2007, elle a reçu le prix Kikito de la meilleure actrice pour sa performance dans le film Valsa para Bruno Stein au Festival du film de Gramado.